# Spychowo (przystanek kolejowy)
Spychowo  – mijanka i przystanek osobowy, a dawniej stacja kolejowa, w Spychowie, w gminie Świętajno, powiecie szczycieńskim, województwie warmińsko-mazurskim, w Polsce.

## Infrastruktura
Przez kilka co najmniej dekad obiekt posiadał dwa perony jednokrawędziowe. Od czasu modernizacji linii kolejowej nr 219, na której się znajduje posiada jeden dwukrawędziowy peron. Dawniej miał semafory kształtowe zaś od czasu remontu świetlne. Posiada znajdującą się na peronie wiatę siedziskową. Usytuowana w budynku dworcowym kasa jest zlikwidowana. W południowo-zachodniej części znajduje się rampa boczna, do której jednak tor wyładowczy został na fali remontów usunięty. 

## Onomastyka
Od momentu oddania do użytku w 1884 roku, stacja nazywała się ,,Puppen". Nazwę tę zachowała do 1945 roku, w którym to dokonano mało wyrafinowanego spolszczenia - ,,Pupy". W 1960 roku nazwę zmieniono na ,,Spychowo" i taka obowiązuje do dziś.

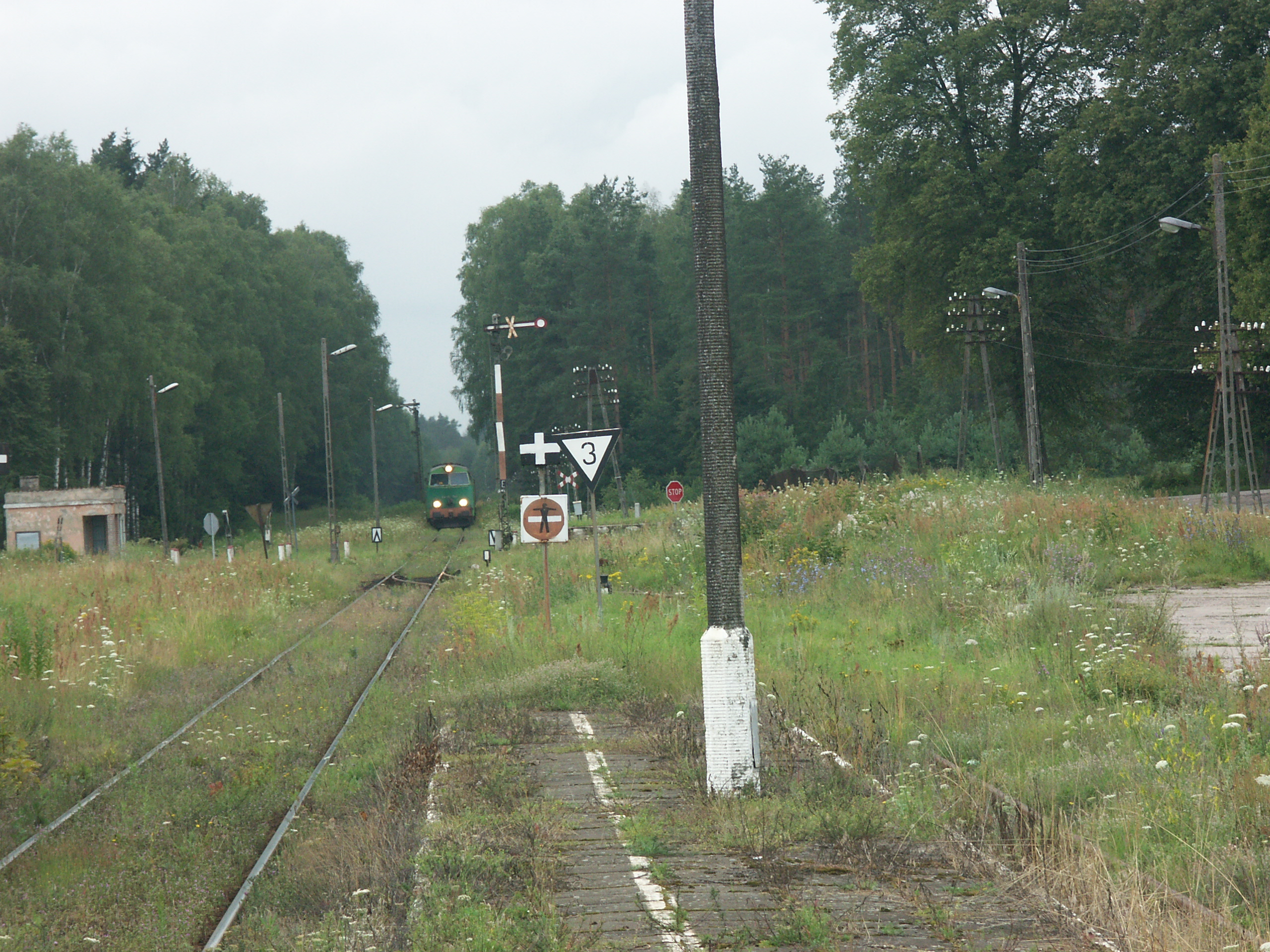
Stacja Spychowo w 2004 roku. Widok w kierunku południowo-zachodnim (Olsztyna).

## Ruch pasażerski
| Rok  | Wymiana pasażerska na dobę |
| ---- | -------------------------- |
| 2017 | 20-49                      |
| 2022 | 20-49                      |

W ramach prac modernizacyjnych na linii kolejowej nr 219 uruchomiono mijankę z przystankiem osobowym. Całość oddano do użytku 20 października 2019 roku.

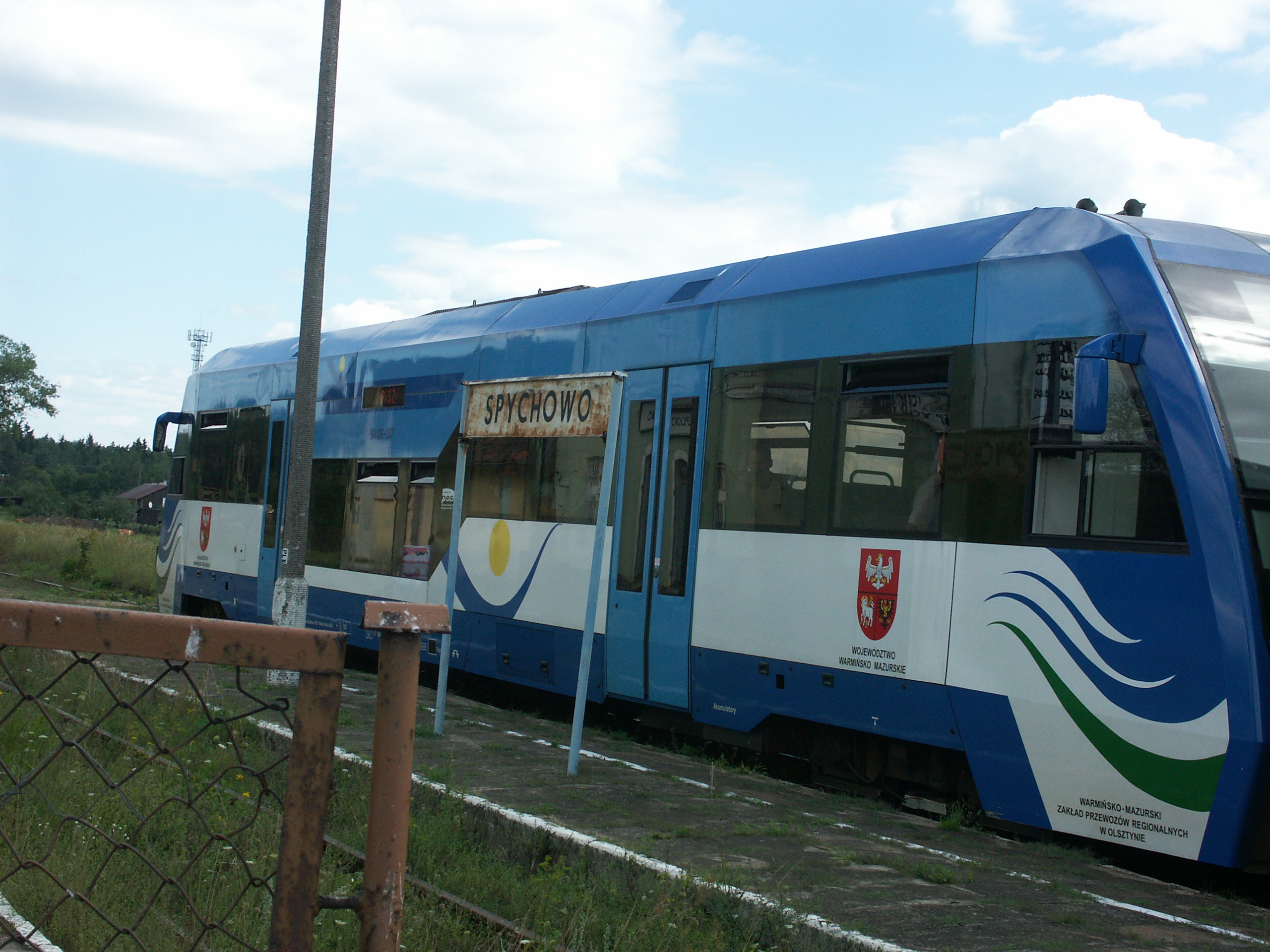
Spalinowy wagon silnikowy SA106-007 stoi na stacji Spychowo w Sierpniu 2006 roku. Za nim znajduje się niewidoczny na tym zdjęciu 120A.

## Linki zewnętrzne

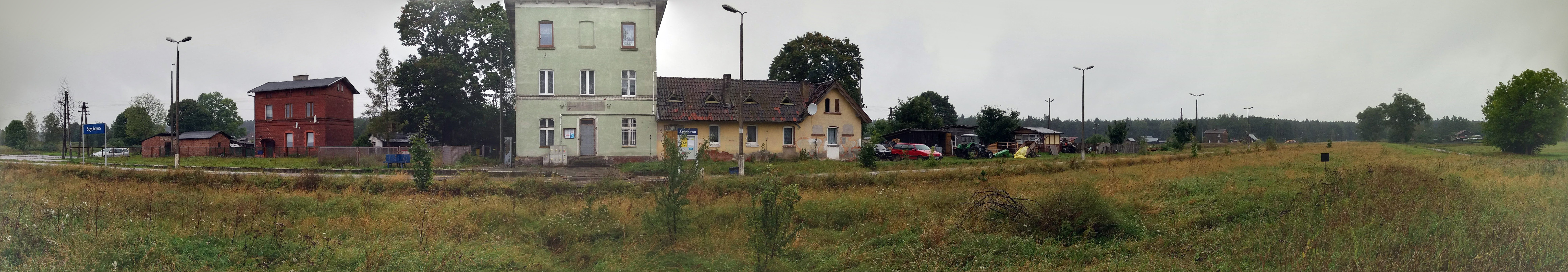
Panorama dworca kolejowego w Spychowie.